# Аделхайд фон Ваймар-Орламюнде
Вижте пояснителната страница за други личности с името Аделхайд.
Аделхайд фон Ваймар-Орламюнде (на немски: Adelheid von Weimar-Orlamünde; * ок. 1055, † 28 март 1100, погребана в Шрингирсбах) е маркграфиня на Майсен.

## Живот
Дъщеря е на граф Ото I фон Ваймар от род Ваймар-Орламюнде, маркграф на Майсен (1062 – 1067), и на Адела от Брабант, дъщеря на Регинар фон Льовен (син на Ламберт I, граф на Льовен) от род Регинариди.
Около 1068 г. Аделхайд се омъжва за граф Адалберт II от Баленщет († ок. 1080), от род Аскани. От брака им се раждат двама сина. Той е убит през 1080 г. от Егено II фон Конрадсбург. Същата година след убийството на Адалберт II тя се омъжва за лотарингския пфалцграф Херман II († 20 септември 1085) от род Ецони. През 1085 г. той е убит от граф Алберт III от Намюр. С него тя има две деца, които умират през 1085 г.
През 1089 г. Аделхайд се омъжва трети път за пфалцграф Хайнрих II от Лаах († 12 април 1095) от род Вигерихиди (или също Люксембурги), първият пфалцграф на Рейн. Тя му донася пфалцграфството като зестра. Нямат деца. Хайнрих II осиновява нейния втори син Зигфрид, който след смъртта му през 1095 г. го последва като пфалцграф на Рейн.
През 1093 г. Аделхайд и Хайнрих II основават манастира Лаах (Мария Лаах) на югозападния бряг на езерото Лаах в Айфел срещу неговия замък Лаах.
Тя умира по време на поклонение към Рим.

## Деца
От брака си с Адалберт II от Баленщет има децата:
- Ото Богатия (* 1070/73; † 1123), наследник на асканското наследство на баща му, става граф на Баленщет, граф на Аскания и от 1112 г. херцог на Саксония
- Зигфрид от Баленщет (* 1075; † 1113), наследява от майка си Ваймар-Орламюнде; от 1097 г. е пфалцграф при Райн